# Moules-frites

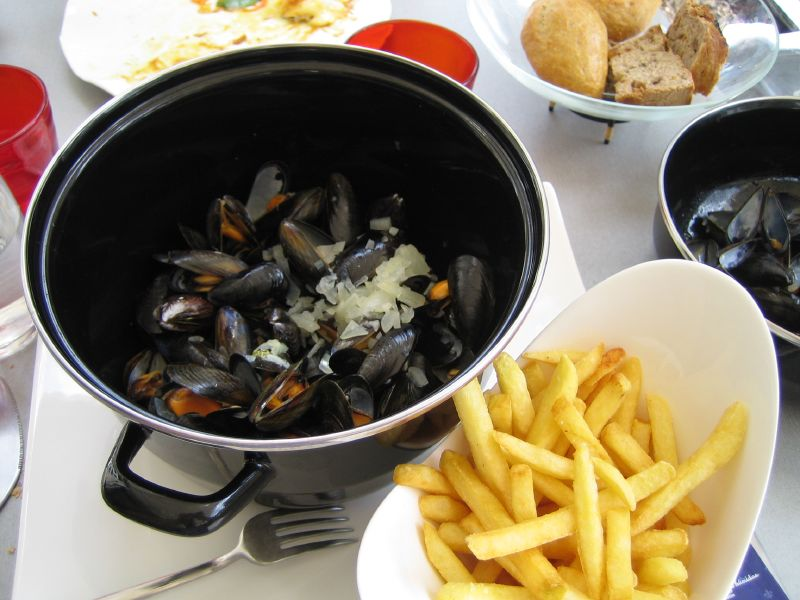
Moules-frites in België.

Moules-frites, ook wel mosselen friet, mosselen met friet(en) genoemd, is een populair gerecht in België en Noord-Frankrijk (regio Rijsel). Het wordt als het nationale gerecht van België beschouwd.
Het gerecht bestaat uit mosselen gekookt in gezouten water met groenten (onder andere selderij en ui) en een portie friet. In België worden de mosselen in de (vaak zwart geëmailleerde) mosselpot waarin ze zijn bereid geserveerd met de frieten ernaast. Per persoon wordt hierbij gemiddeld anderhalve kilo mosselen opgediend. Bij de frieten wordt in België meestal ook mayonaise gegeten.
In Noord-Frankrijk, maar ook in de rest van Frankrijk, worden moules-frites vaak in één bord of schaal geserveerd. In Frankrijk zijn de mosselen bovendien vaak afkomstig uit volle zee, terwijl men in België de Zeeuwse mossel prefereert die een minder zout gerecht oplevert.
Het gerecht staat in Frankrijk ook bekend als hét gerecht van de Braderie van Rijsel. Daarnaast treft men moules-frites ook vaak aan op de menu's van brasseries in Parijs.
Dat moules-frites geldt als nationaal gerecht van België, uit zich ook in de kunst. Zo maakte Marcel Broodthaers in 1966 het kunstwerk De grote mosselpot, dat in 2001 door het Stedelijk Museum voor Actuele Kunst werd aangekocht.